# Apamea palliderufa
Apamea palliderufa là một loài bướm đêm trong họ Noctuidae.